# Tècnics Especialistes en Desactivació d'Artefactes eXplosius

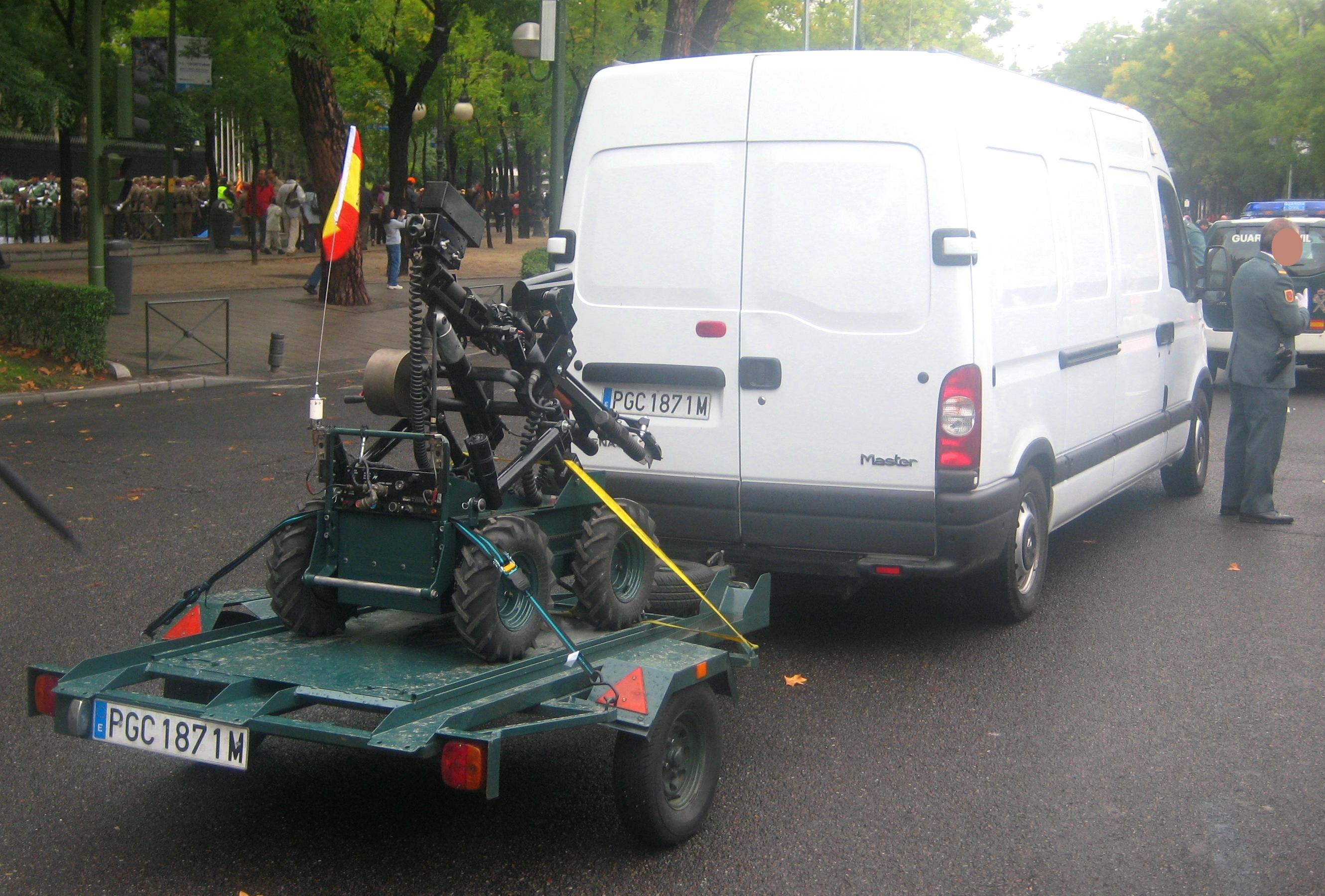
Imatge dels TEDAX, membres de la Guàrdia Civil espanyola.

Tècnics Especialistes en Desactivació d'Artefactes eXplosius o TEDAX és el nom que reben els artificiers de la policia o de l'exèrcit en Espanya encarregats de la desactivació i neutralització de qualsevol tipus d'artefacte explosiu, entre d'altres. També fan tasques del tipus NRBQ (Nuclear Radiològic Bacteriològic Químic).
A la policia catalana l'àrea especialista és l'Àrea TEDAX-NRBQ.